# اکورساس
اکورساس (به لاتین: Akoursos) یک منطقهٔ مسکونی در قبرس است که در ناحیه پافوس واقع شده‌است.

## خصوصیات
اکورساس ۳۸ نفر جمعیت دارد.